# Alfândega da Fé (vila)
Alfândega da Fé é uma vila histórica portuguesa sendo a sede quer da Freguesia de Alfândega da Fé como do Município de Alfândega da Fé, no Distrito de Bragança, Região Norte e sub-região de Terras de Trás-os-Montes.
Em 1294, D. Dinis assina a Carta de Foral da vila e castelo de Alfândega da Fé (de
Sobre a Vilariça): 
Em nome de Deus amem. Saibham quantos esta carta virem e ler ouvirem que eu Dom Denis pela graça de Deus Rey de Portugal e do Algarve en sembra com mha molher Ranhia Dona Ysabel e com meus filhos infantes don Affonso e dona Costança faço carta de foro pera todo sempre aos pobradores e moradores da mha vila e do meu castelo de Alfandega de Fe de Sobre Valariça assi aos presentes como aos que han de viir.

## Orago
A vila de Alfândega da Fé também é sede da Paróquia de Alfândega da Fé que tem por orago São Pedro.

## Ensino
- Jardim de Infância de Alfândega da Fé
- Jardim de Infância da Santa Casa da Misericórdia de Alfândega da Fé
- Jardim de Infância de Sambade
- Jardim de Infância de Vilarelhos
- Escola Básica de Alfândega da Fé
- Escola Básica e Secundária de Alfândega da Fé

## Geminações
A vila de Alfândega da Fé está geminada com a cidade de  Medina de Rioseco, Castela e Leão, Espanha.